# Le Loroux
Le Loroux (bretonisch: Lavreer-an-Dezerzh) ist eine französische Gemeinde mit 618 Einwohnern (Stand: 1. Januar 2022) im Département Ille-et-Vilaine in der Region Bretagne; sie gehört zum Arrondissement Fougères-Vitré und zum Kanton Fougères-2. Die Einwohner werden Lorousiens genannt.

## Geographie
Le Loroux liegt an der Grenze zum Département Mayenne, etwa zehn Kilometer ostnordöstlich von Fougères. Umgeben wird Le Loroux von den Nachbargemeinden Landean im Nordwesten und Norden, Saint-Ellier-du-Maine im Osten, Larchamp im Südosten sowie Fleurigné im Süden und Westen.

## Bevölkerungsentwicklung
| Jahr          | 1962 | 1968 | 1975 | 1982 | 1990 | 1999 | 2011 | 2020 |
| Einwohner     | 671  | 628  | 566  | 548  | 515  | 520  | 643  | 635  |
| Quelle: INSEE |      |      |      |      |      |      |      |      |

## Sehenswürdigkeiten
- Kirche Saint-Martin
- Kapelle Saint-Marie im Ortsteil La Motte Anger

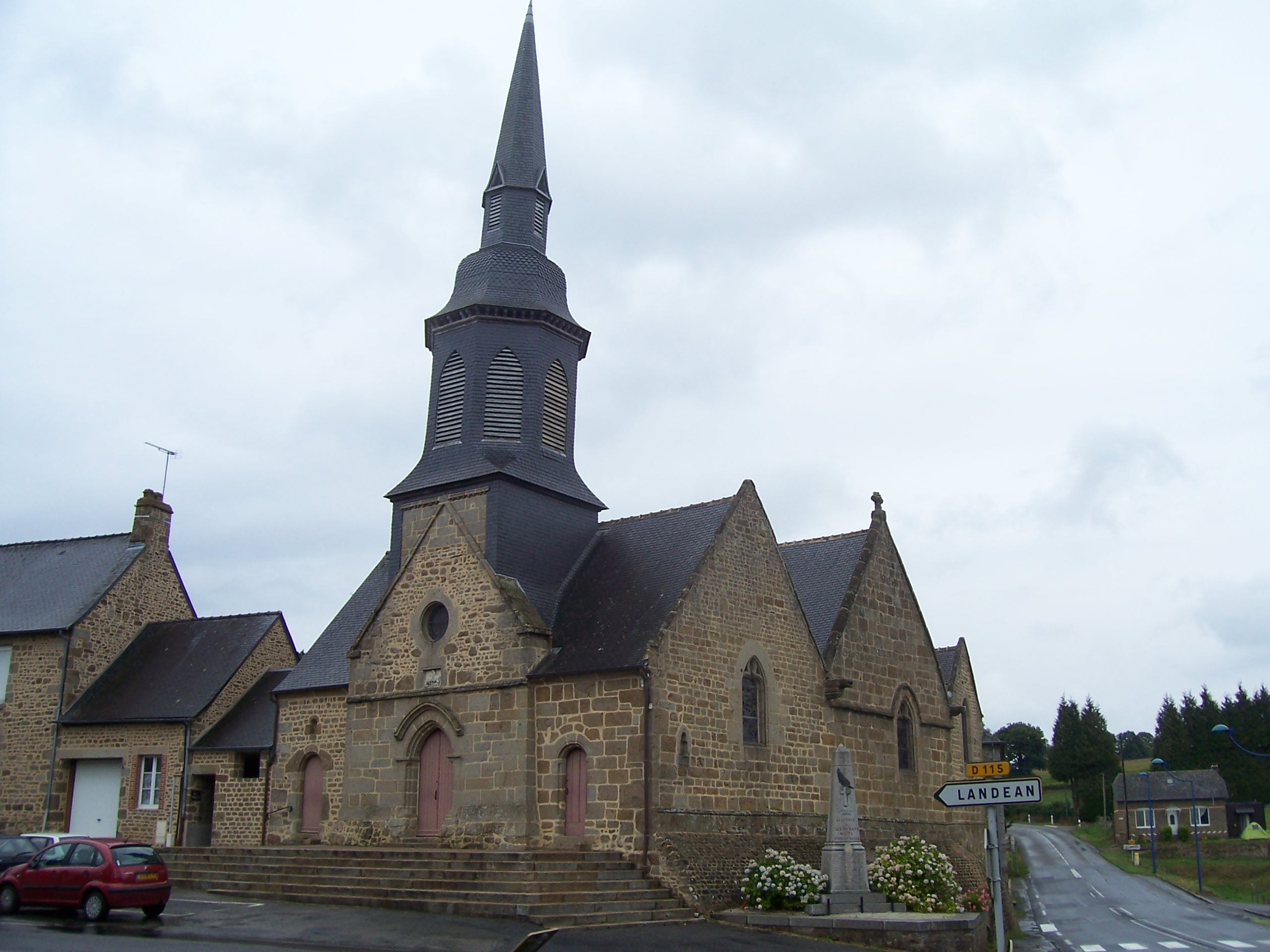
Kirche Saint-Martin
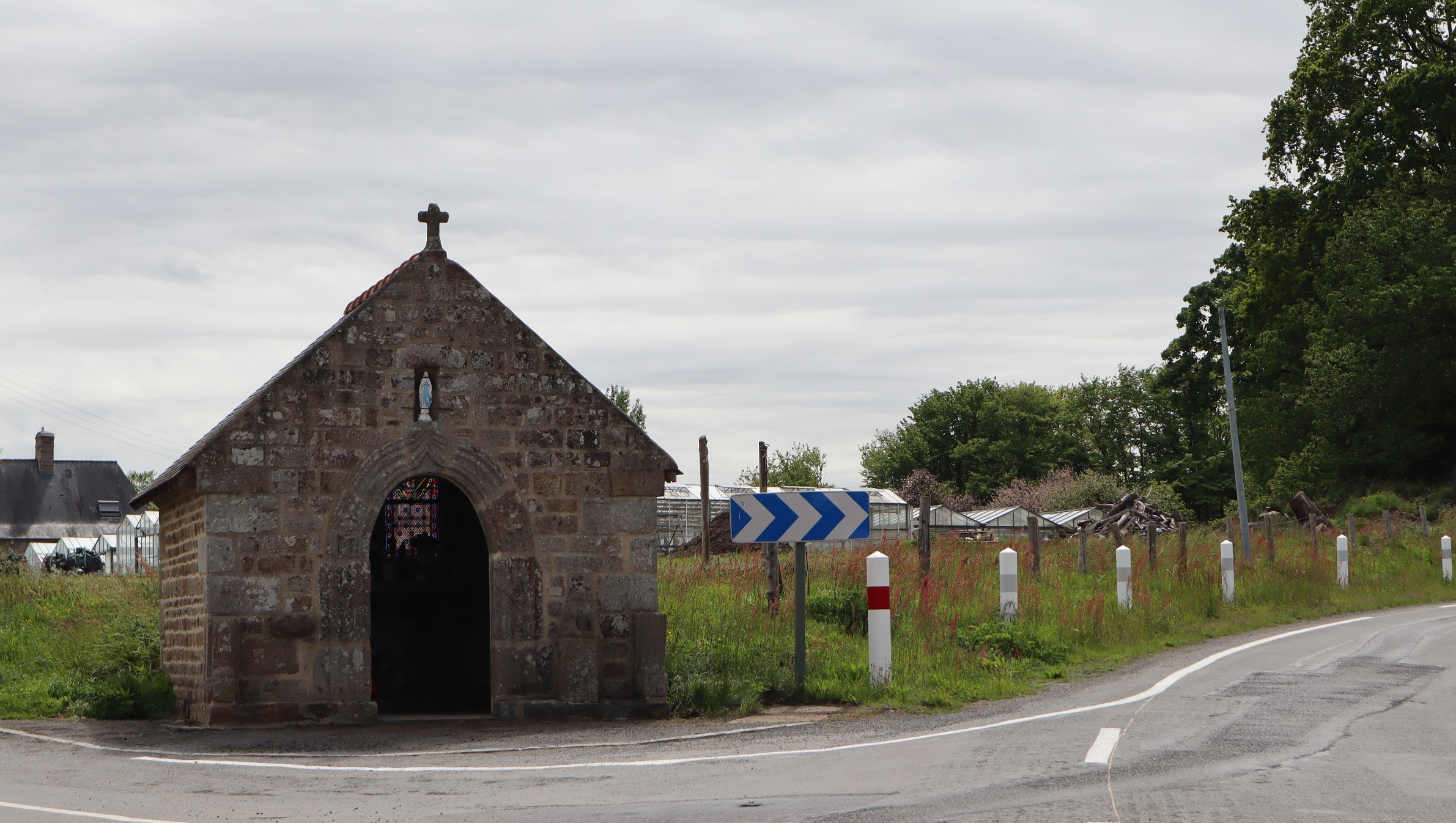
Kapelle Sainte-Marie

## Persönlichkeiten
- Jacques Julien Guérin (1757–1844), General, Baron von Walderbach